# Pasporta Servo

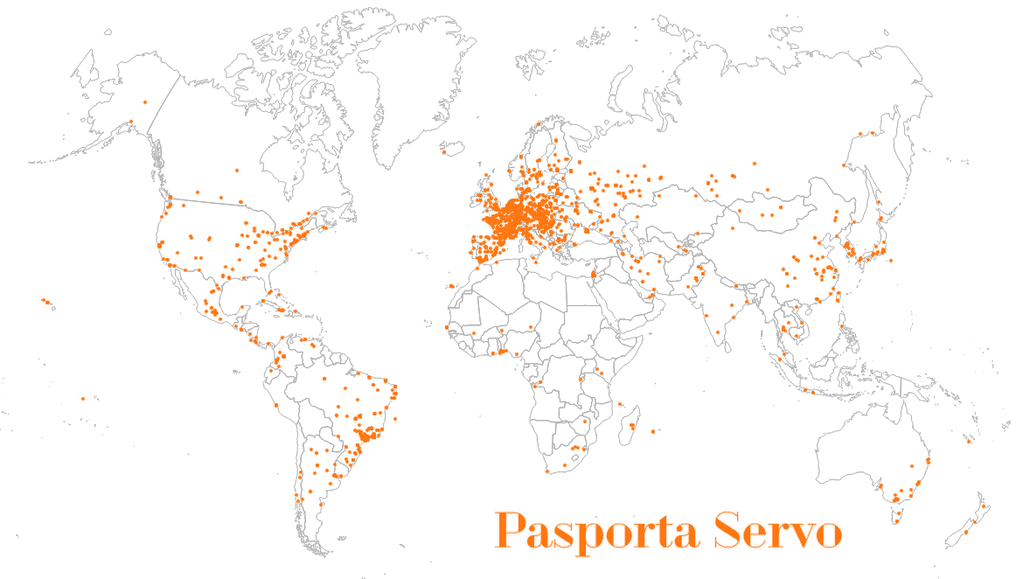
Pasporta Servo (Есперантія)

Pasporta Servo (укр. Паспортна служба) — це есперантський сервіс для тих, хто знає мову есперанто. Щороку випускає каталог Pasporta Servo, де містяться адреси есперантистів, що готові прийняти інших есперантистів у гості. Її метою є полегшення міжнародних подорожей, надаючи її користувачам можливість безкоштовної ночівлі у есперантистів.
Книжка Pasporta Servo має близько 250 сторінок формату А5, в ній містяться близько 25 мап та більш ніж 2000 адрес. Коштує вона 15 євро, есперантисти що зареєстровані у Pasporta Servo отримують її безкоштовно.